# Listă de filme de groază din anii 2010
Filmele de groază din anii 2010 sunt prezentate în următoarele articole:
- Listă de filme de groază din 2010
- Listă de filme de groază din 2011
- Listă de filme de groază din 2012
- Listă de filme de groază din 2013
- Listă de filme de groază din 2014
- Listă de filme de groază din 2015
- Listă de filme de groază din 2016
- Listă de filme de groază din 2017
- Listă de filme de groază din 2018
- Listă de filme de groază din 2019